# Таиланд на летних Олимпийских играх 1992
Таиланд принимал участие в Летних Олимпийских играх 1992 года в Барселоне (Испания) в десятый раз за свою историю, и завоевал одну бронзовую медаль. Сборную страны представляли 46 участников, из которых 23 женщины.

## Бронза
- Бокс, мужчины — Аркхом Чэнлай.